# Cyphomyia pulchella
Cyphomyia pulchella är en tvåvingeart som beskrevs av Gerstaecker 1857. Cyphomyia pulchella ingår i släktet Cyphomyia och familjen vapenflugor. Inga underarter finns listade i Catalogue of Life.